# La Venganza de los Ex Brasil (temporada 2)
Artículo Principal: La Venganza de los Ex Brasil
La segunda temporada de La Venganza de  los Ex Brasil, un programa de televisión de telerrealidad de MTV Brasil, el programa se estrenó el 19 de octubre de 2017. La lista oficial de los miembros del reparto fue confirmado el 2 de agosto de 2017 e incluye cinco chicos solteros: Fagner Sousa, Diego Superbi, João Folsta, Nicolas Guasque y Pedro Ortega, y cinco mujeres: Gabriela Domingues, Raissa Castro, Saory Cardoso, Stephanie Viegas y Gabrielle Prado. Gabi Prado había aparecido anteriormente en la primera temporada. Con el anuncio del reparto también se confirmó que el participante de la segunda temporada de Are You the One? Brasil, Thaigo Consani, estaría llegando en la playa como un ex.

## Reparto
- Negrita indica a los participantes originales, el resto son denominados como "ex".

| Episodios | Nombre              | Edad | Procedencia            | Ex                                                              |  |
| --------- | ------------------- | ---- | ---------------------- | --------------------------------------------------------------- |  |
| 10        | Diego Supérbi       | 23   | São Paulo, SP          | Scarlat Cióla                                                   |  |
| 10        | Fagner Sousa        | 28   | Campinas, SP           | Maria Julia Mazalli, Carol Maya, Gabrielle Prado, Raissa Castro |  |
| 8         | Gabriela Domingues  | 26   | São Caetano do Sul, SP | Thaigo Consani                                                  |  |
| 10        | Gabrielle Prado     | 30   | Brasilia, DF           | Fagner Sousa, João Paulo Andrade, Thaigo Consani                |  |
| 10        | João Folsta         | 22   | Bebedouro, SP          | Priscila Zoo                                                    |  |
| 10        | Nicolas Guasque     | 26   | Río de Janeiro, RJ     | N/A                                                             |  |
| 10        | Pedro Ortega        | 25   | Río de Janeiro, RJ     | Andressa Santos                                                 |  |
| 10        | Raissa Castro       | 26   | Río de Janeiro, RJ     | Paulo Rapuano, Fagner Sousa                                     |  |
| 10        | Saory Cardoso       | 21   | Belo Horizonte, MG     | N/A                                                             |  |
| 10        | Stephanie Viegas    | 24   | Río de Janeiro, RJ     | Claudio Matos, Roy Stainsack                                    |  |
|           |                     |      |                        |                                                                 |  |
| 10        | Priscila Zoo        | 24   | Florianópolis, SC      | João Folsta                                                     |  |
| 9         | Claudio Matos       | 24   | Río de Janeiro, RJ     | Stephanie Viegas, Mariana Costa                                 |  |
| 9         | Maria Julia Mazalli | 22   | Marília, SP            | Fagner Sousa                                                    |  |
| 8         | Carol Maya          | 25   | São Paulo, SP          | Fagner Sousa                                                    |  |
| 7         | Paulo Rapuano       | 28   | Río de Janeiro, RJ     | Raissa Castro                                                   |  |
| 6         | João Paulo Andrade  | 26   | Brasilia, DF           | Gabrielle Prado                                                 |  |
| 5         | Andressa Santos     | 23   | Río de Janeiro, RJ     | Pedro Ortega                                                    |  |
| 5         | Thaigo Consani      | 28   | São Caetano do Sul, SP | Gabriela Domingues, Gabrielle Prado                             |  |
| 3         | Scarlat Cióla       | 25   | São Paulo, SP          | Diego Superbi                                                   |  |
| 2         | Mariana Costa       | 26   | Río de Janeiro, RJ     | Claudio Matos                                                   |  |
| 2         | Roy Stainsack       | 26   | Presidente Getúlio, SC | Stephanie Viegas                                                |  |

### Duración del reparto
| Reparto   | Episodios | Episodios | Episodios | Episodios | Episodios | Episodios | Episodios | Episodios | Episodios | Episodios |
| Reparto   | 1         | 2         | 3         | 4         | 5         | 6         | 7         | 8         | 9         | 10        |
| --------- | --------- | --------- | --------- | --------- | --------- | --------- | --------- | --------- | --------- | --------- |
| Diego     |           |           |           |           |           |           |           |           |           |           |
| Fagner    |           |           |           |           |           |           |           |           |           |           |
| Gabi D    |           |           |           |           |           |           |           |           |           |           |
| Gabi P    |           |           |           |           |           |           |           |           |           |           |
| João      |           |           |           |           |           |           |           |           |           |           |
| Nicolas   |           |           |           |           |           |           |           |           |           |           |
| Ortega    |           |           |           |           |           |           |           |           |           |           |
| Raissa    |           |           |           |           |           |           |           |           |           |           |
| Saory     |           |           |           |           |           |           |           |           |           |           |
| Stephanie |           |           |           |           |           |           |           |           |           |           |
|           |           |           |           |           |           |           |           |           |           |           |
| Zoo       |           |           |           |           |           |           |           |           |           |           |
| Claudio   |           |           |           |           |           |           |           |           |           |           |
| Maju      |           |           |           |           |           |           |           |           |           |           |
| Carol     |           |           |           |           |           |           |           |           |           |           |
| Paulo     |           |           |           |           |           |           |           |           |           |           |
| J.P       |           |           |           |           |           |           |           |           |           |           |
| Andressa  |           |           |           |           |           |           |           |           |           |           |
| Thaigo    |           |           |           |           |           |           |           |           |           |           |
| Scarlat   |           |           |           |           |           |           |           |           |           |           |
| Mariana   |           |           |           |           |           |           |           |           |           |           |
| Roy       |           |           |           |           |           |           |           |           |           |           |

## Episodios
| N.º (total) | N.º (temp.) | Título        | Estreno original        |
| ----------- | ----------- | ------------- | ----------------------- |
| 11          | 1           | «Episodio 1»  | 19 de octubre de 2017   |
| 12          | 2           | «Episodio 2»  | 26 de octubre de 2017   |
| 13          | 3           | «Episodio 3»  | 2 de noviembre de 2017  |
| 14          | 4           | «Episodio 4»  | 9 de noviembre de 2017  |
| 15          | 5           | «Episodio 5»  | 16 de noviembre de 2017 |
| 16          | 6           | «Episodio 6»  | 23 de noviembre de 2017 |
| 17          | 7           | «Episodio 7»  | 30 de noviembre de 2017 |
| 18          | 8           | «Episodio 8»  | 7 de diciembre de 2017  |
| 19          | 9           | «Episodio 9»  | 14 de diciembre de 2017 |
| 20          | 10          | «Episodio 10» | 21 de diciembre de 2017 |